# 林琦 (弘治進士)
林琦（1467年—？），字廷珍，順天府大興縣匠籍福建怀安县人，明朝政治人物。

## 生平
弘治五年（1492年）壬子科順天府鄉試第六十四名舉人。弘治十二年（1499年）中式己未科會試第二百四十六名，三甲第一百八十一名進士。擢授陕西道監察御史，时有陕西护卫百户盗卖王府宫人者，罪止拟徒，林琦由于失察，被武宗内發批示，谓其欺公玩法，正德四年（1509年）二月特调为广东乐昌县知县。升兵部主事，六年正月升陕西按察司佥事，八年十一月升山东按察司副使。

## 家族
曾祖林渊；祖林謙；父林通，義官。前母张氏；母鲍氏。具庆下。